# Gloria (ljusfenomen)

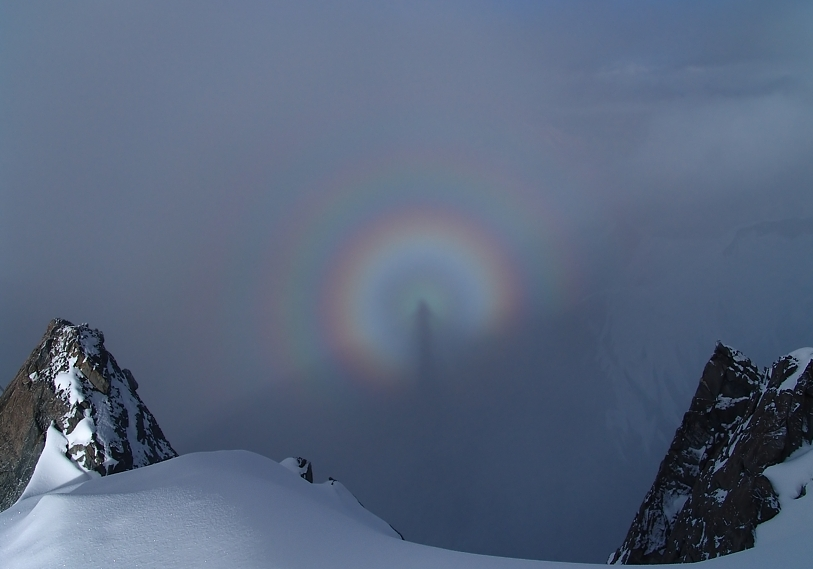
En gloria med litet brockenspöke.

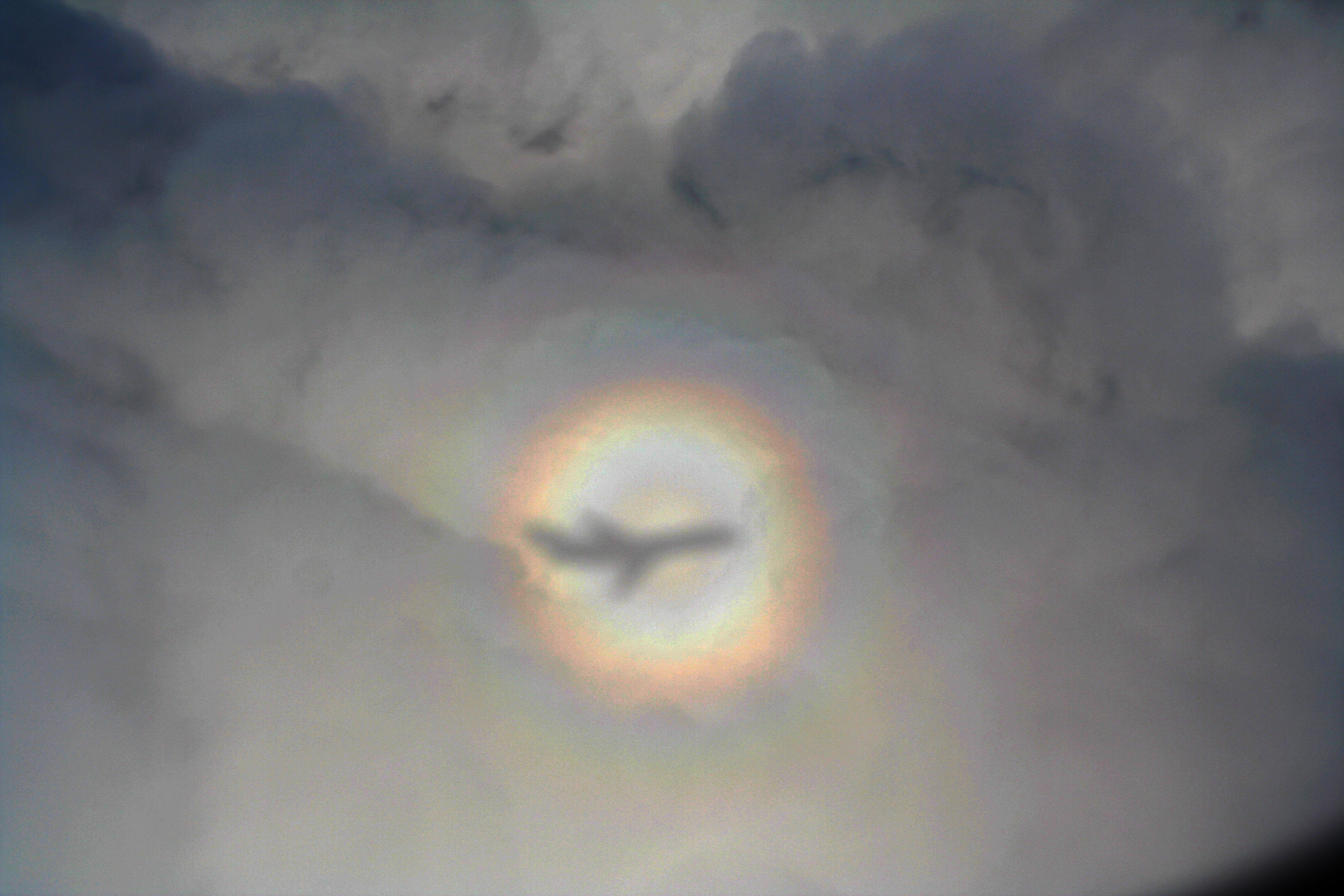
Gloria runt skuggan av ett flygplan.

För andra betydelser av "gloria", se gloria.
Gloria är ett ljusfenomen där en gloria uppträder runt huvudet på betraktarens skugga mot dimma eller ett näraliggande moln. Fenomenet uppstår som en kombination av diffraktion, reflexion och refraktion  varvid ljuset studsar tillbaka mot betraktaren. Dimman eller molnet måste bestå av vattendroppar med samma diameter.  Glorior uppstår huvudsakligen när man befinner sig på högre höjd i bergstrakter men kan också observeras från flygplan. I ovanliga fall kan även gloria framträda mot dagg.
Gloria förekommer ofta samtidigt med brockenspöke. Ett närliggande fenomen är krans.